# بی‌وای‌دی ام۶
بی‌وای‌دی ام۶ یک مینی‌ون ساخته شده توسط خودروساز چینی بی‌وای‌دی است. این خودرو بر اساس اتومبیلی به نام لوکسژن ام۷ ساخته شده است.

## نگارخانه

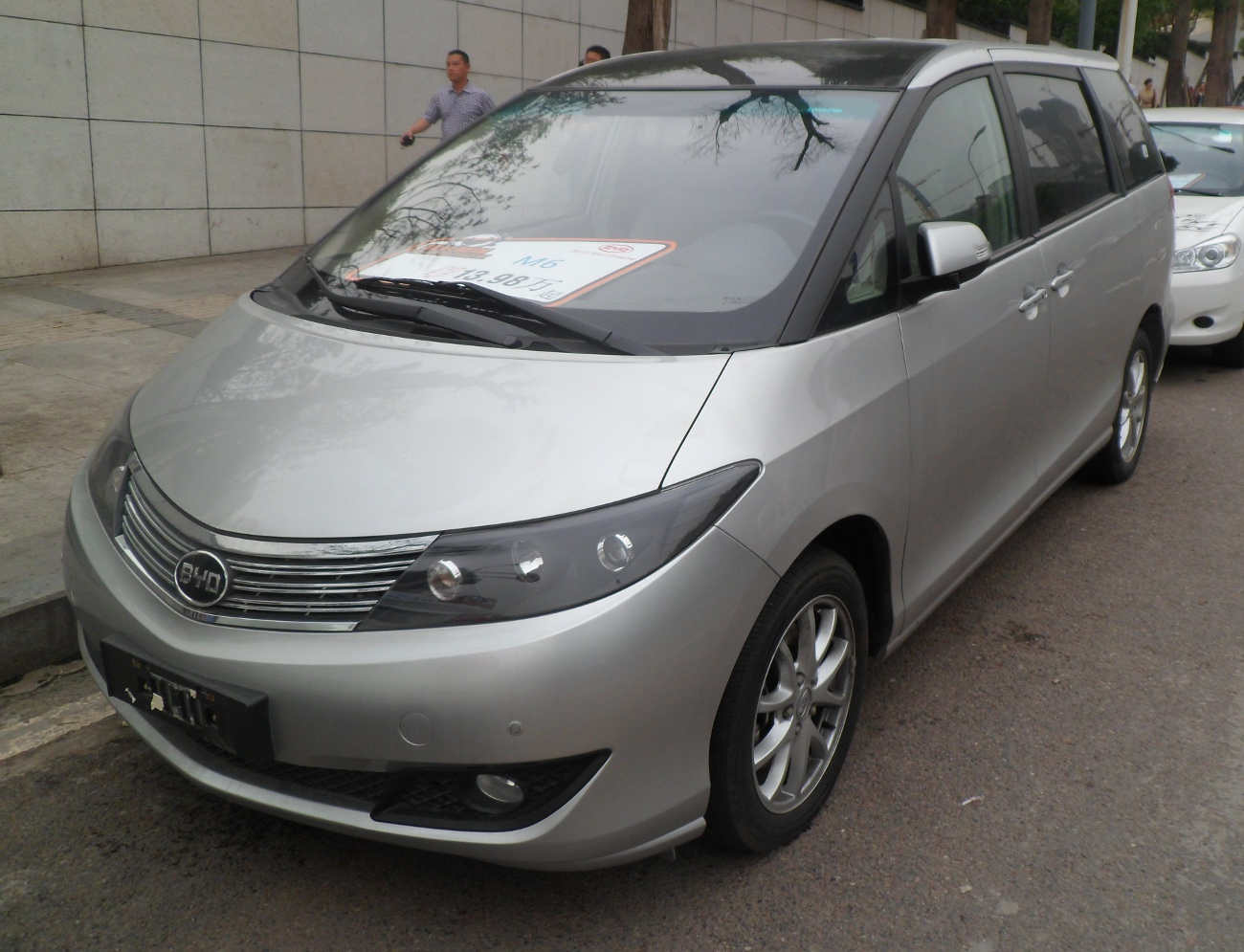
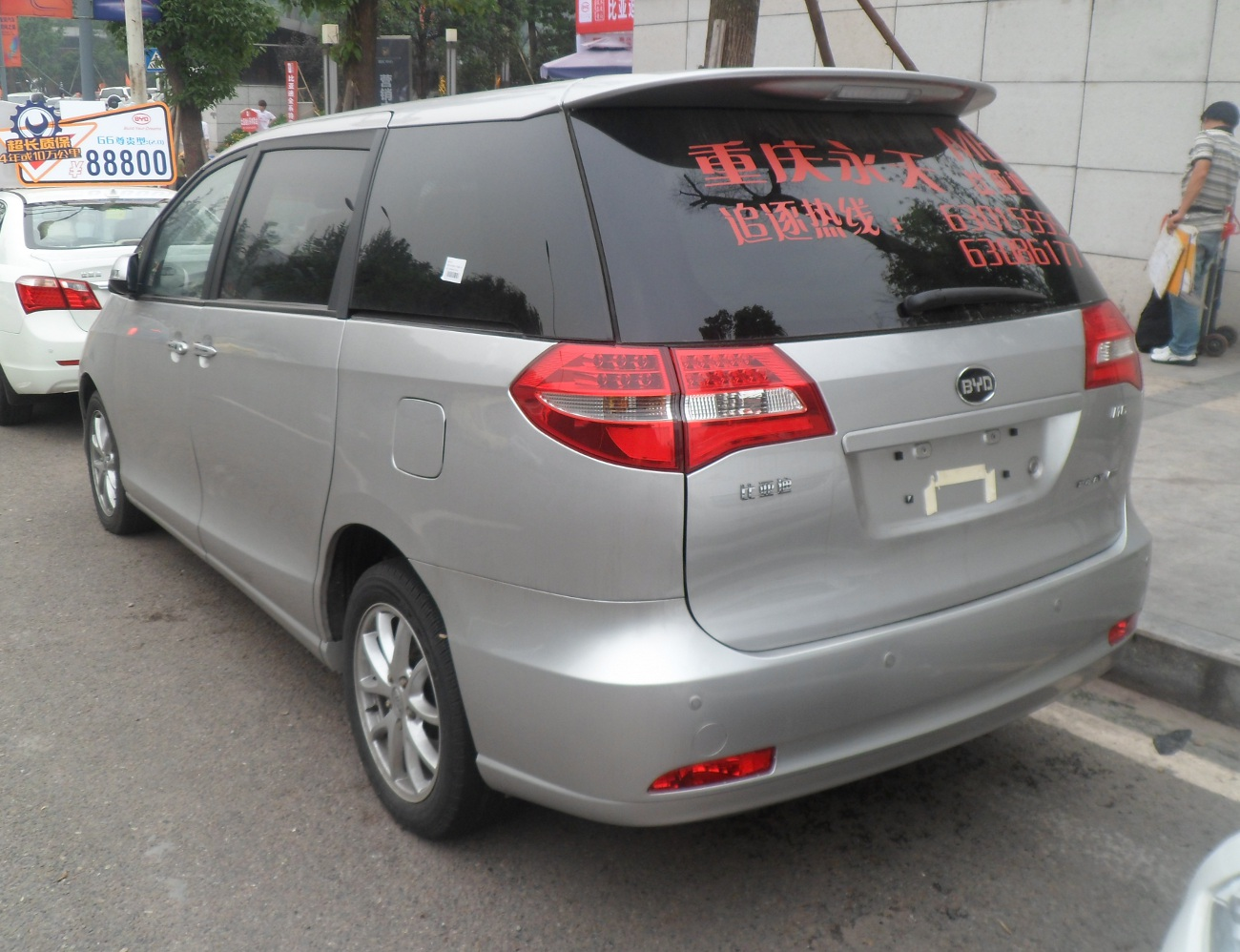
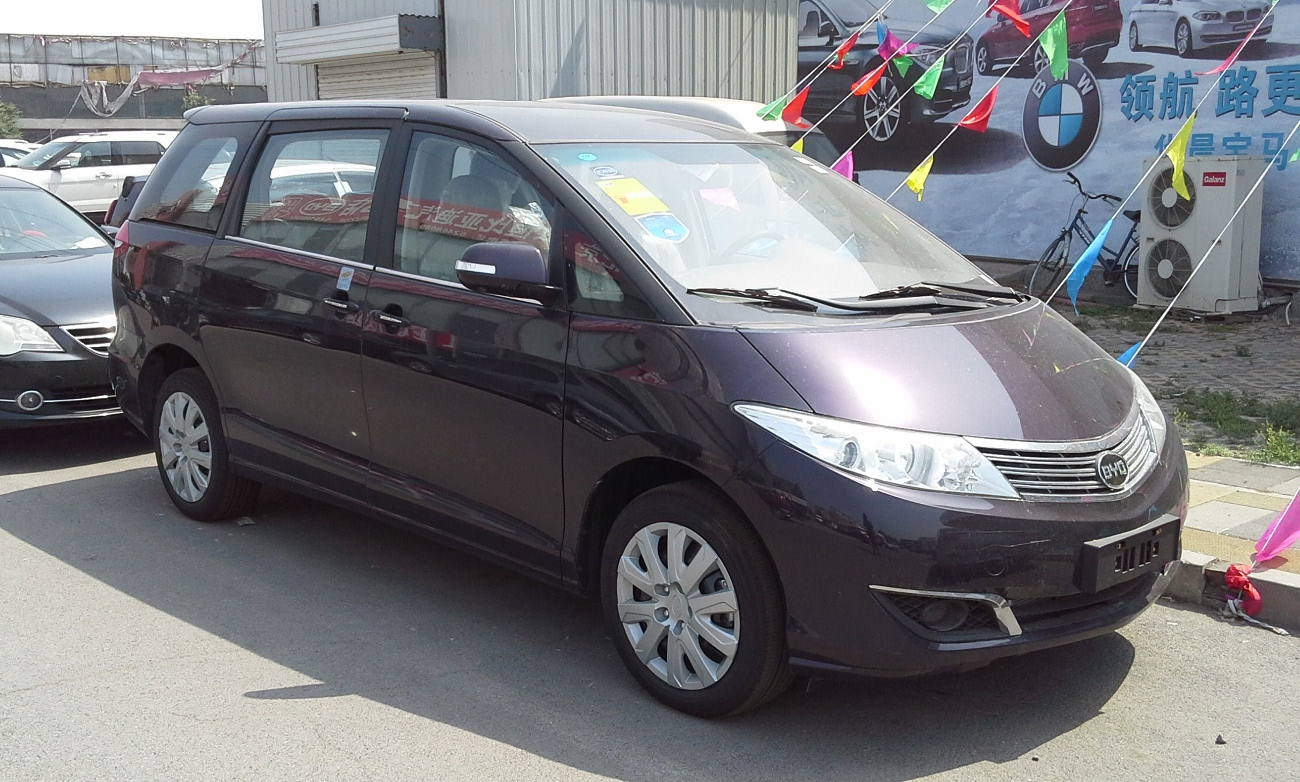
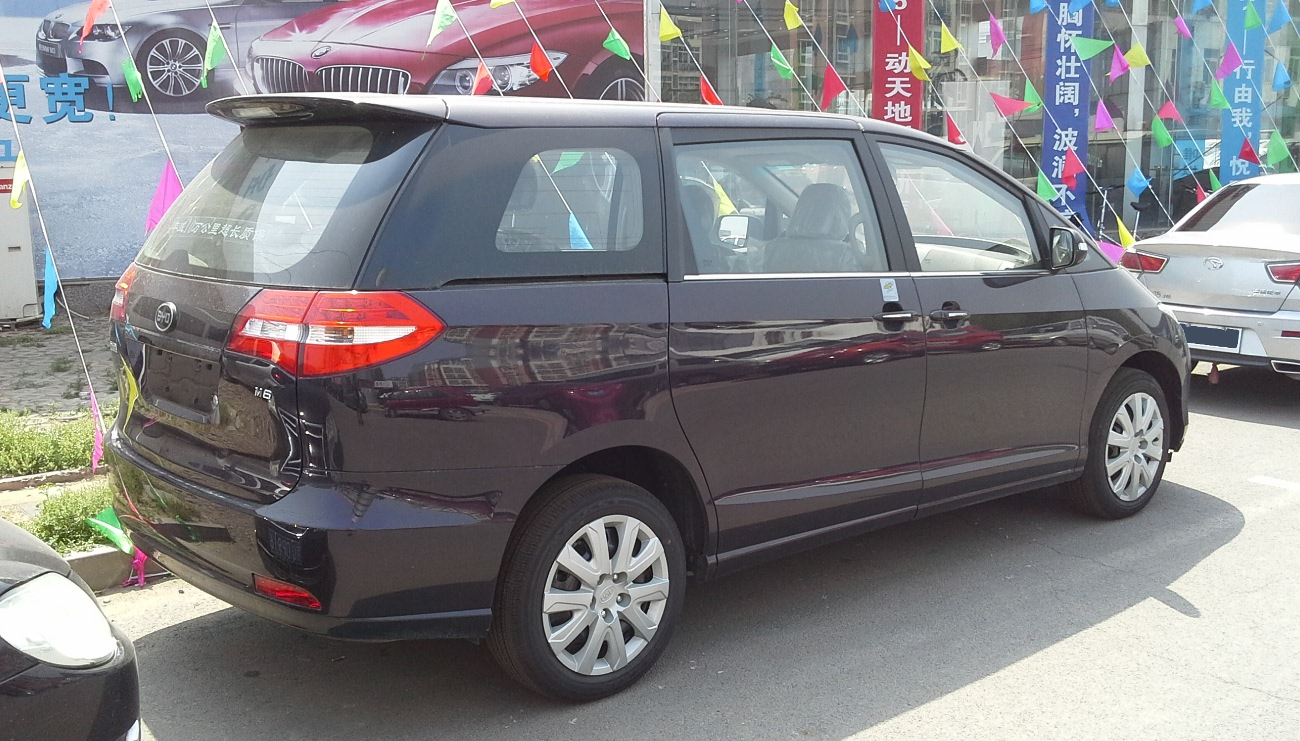